# Vol Transbrasil 303
Le 12 avril 1980, le Boeing 727 effectuant le vol Transbrasil 303, un vol intérieur régulier entre l'aéroport international de Belém et l'aéroport international de Porto Alegre, s'écrase sur le flanc d'une colline lors de son approche vers l'aéroport international Hercílio Luz, à Florianópolis, ou le vol faisait escale. Seules trois des 58 personnes à bord survivent à l'accident.

## Avion
L'appareil impliqué est un Boeing 727-27C, immatriculé PT-TYS. Il a volé pour la première fois le 14 août 1966. Il a d'abord été livré à Braniff Airways, qui l'a ensuite loué à Transbrasil en 1975, avant de finalement vendre l'appareil à la compagnie brésilienne l'année suivante.

## Accident
Le jour de l'accident, le vol 303 a quitté l'aéroport international de Belém pour un trajet à destination de l'aéroport international de Porto Alegre, avec de nombreuses escales prévues à Fortaleza, Brasilia, Vitória, Rio de Janeiro, São Paulo, Curitiba et Florianópolis. Après avoir décollé de Belém et effectué la plupart de ses escales, le 727 a décollé de l'aéroport de São Paulo/Congonhas en début de soirée, à destination de Florianópolis, qui est la dernière escale avant la destination finale, Porto Alegre.
L'équipage a effectué une approche de non-précision vers l'aéroport international Hercílio Luz en pleine nuit, pendant un violent orage. Après avoir atteint la balise non directionnelle (NDB) de Florianópolis, situé près du pont Hercílio-Luz, l'avion est descendu de 3 000 à 2 000 pieds (910 à 610 m) et a commencé son approche pour l'atterrissage. 
Vers 20 h 38, l'appareil a dévié de sa trajectoire, est descendu sous l'altitude minimale de sécurité (MDA) a percuté le flanc nord de la colline Morro da Virgínia. Le lieu de l'accident se trouvait dans le district de Ratones, à environ 24 km au nord de l'aéroport. La violence de l'impact avec les arbres présents dans la zone a provoqué la destruction complète de l'avion, projetant certains passagers à l'extérieur du fuselage, dont quelques survivants.
Le lieu de l'accident était difficile d'accès ; les équipes de secours n'y sont arrivées que vers 22 h 00, une heure et demie après l'accident. Tandis qu'une équipe secourait quatre survivants, une autre a ouvert une clairière dans les bois pour permettre l'atterrissage d'un hélicoptère. Pendant la nuit, les quatre survivants ont été héliportés vers les hôpitaux de Florianópolis, tandis que les corps des passagers et des membres d'équipage décédés étaient rassemblés pour être transportés à l'Instituto Médico Legal. 
Le matin du 13 avril, les autorités ont dû bloquer des centaines de personnes qui tentaient d'envahir le lieu de l'accident. Quelque temps plus tard, l'un des survivants est décédé suite à ses blessures subies lors de l'accident, réduisant le nombre de survivants à trois. 

## Enquête
L'enregistreur phonique (CVR) et l'enregistreur de paramètres (FDR) ont été retrouvés et récupérés le 14 avril. L'analyse des enregistreurs n'a révélé aucune anomalie sur l'appareil.
Les causes probables du crash sont une mauvaise évaluation de la vitesse et de la distance lors de l'approche finale, une supervision du vol inadéquate et l'échec de l'équipage à effectuer une remise de gaz, ainsi qu'un mauvais fonctionnement des moteurs de l'avion. 
Le vol 823 était piloté par un inspecteur du Département de l'Aviation Civile, alors en formation pour le rôle de pilote vérificateur sur le Boeing 727 ; sa formation était supervisée par le commandant de bord. 
L'enquête révèle que le mauvais temps a retardé le vol et la foudre a entravé le bon fonctionnement de la balise non directionnelle (NDB) de Florianópolis, faussant les données reçues concernant la position de l'appareil, ce qui a altéré la prise de décision des pilotes. L'excès de confiance de ces derniers envers leur position géographique les a dissuadés d'interrompre l'approche. Lors de l'approche finale à un endroit incorrect, en raison de la lecture erronée des données de bord, l'appareil est descendu en dessous de l'altitude minimale de sécurité, à une altitude d'environ 200 pieds (60 m), requise pour une approche dans cette région.
L'absence de système d'aide à la navigation moderne à l'aéroport de Florianópolis a également contribué à l'accident, puisque contrairement aux grands aéroports de l'époque utilisant les systèmes VOR/DME et ILS, l'aéroport de Florianópolis utilisait une balise NDB obsolète comme seule aide à la navigation.